# Bruno
För andra betydelser, se Bruno (olika betydelser).

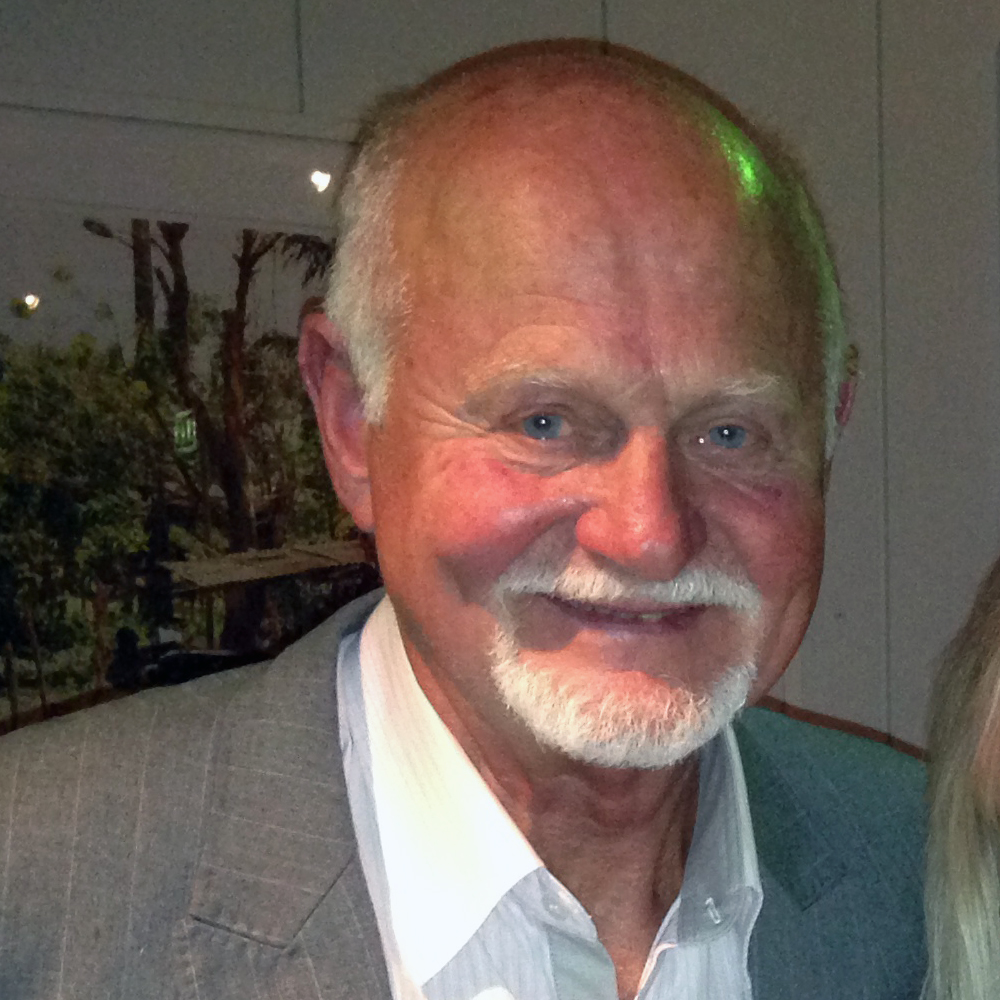
Bruno Glenmark, 2014.

Bruno är ett tyskt mansnamn och efternamn som betyder "brun" och härstammar från germanskan. Andra former av namnet är Bruin, Bruino och Brunon.
2007 gavs namnet åt 48 pojkar, ett antal som har ökat sedan 2002. Samma år bar 4 619 män namnet, varav 1 655 som tilltalsnamn. 309 personer bar namnet som efternamn. Två kvinnor bar namnet, dock ingen som tilltalsnamn.
Namnsdagen infaller i Sverige 17 juli. Före 1901 inföll den 6 oktober och mellan 1986 och 2000 inföll den 5 oktober. I den finlandssvenska namnsdagslängden har Bruno namnsdag 6 oktober sedan starten 1929, då en egen namnsdagskalender togs i bruk för finlandssvenskar.

## Personer med förnamnet Bruno
- Brun(o) av Köln (925-965), tysk ärkebiskop och helgon
- Bruno av Köln (1030–1101), tysk munk.
- Bruno av Querfurt (död 1009, även känd under den latinska namnformen Bonifatius), "Preussens apostel"
- Bruno av Olmütz (1204–1281), biskop av Olmütz.
- Bruno Saxonicus eller Bruno av Sachsen, präst och historieskrivare på 1000-talet
- Bruno Bauer, tysk filosof
- Bruno Franzon, svensk författare.
- Bruno Ganz (1941-2019), schweizisk skådespelare
- Bruno Giacomelli (1952-), italiensk racerförare
- Bruno Glenmark (1938-), svensk musiker.
- Bruno Kernen (1972-), schweizisk utförsåkare.
- Bruno Kreisky (1911-1990), österrikisk förbundskansler 1970-1983
- Bruno Liljefors (1860–1939), svensk målare
- Bruno Maderna (1920-1973), italiensk tonsättare
- Bruno Mars, amerikansk sångare
- Bruno Mathsson (1907-1988), möbelformgivare
- Bruno Mattei, italiensk filmregissör
- Bruno Schulz, polsk författare
- Bruno Söderström (1881–1969), svensk idrottsman (friidrott och gymnastik), OS-silver 1906
- Bruno Walter (1876–1962), tysk dirigent.
- Bruno Wintzell (1944–2002), svensk operasångare, musikalartist och programledare.
- Bruno Åvik (1940-), längdskidåkare, tävlade för Sälens IF
- Bruno K. Öijer (1951-), svensk författare.

### Fiktiva
- Brüno Gehard, fiktiv österrikisk modereporter spelad av Sacha Baron Cohen.

## Personer med efternamnet Bruno
- Arvid Bruno, svensk skolman
- Giordano Bruno (1548–1600) , italiensk filosof som brändes på bål.
- Hilma Bruno, svensk skådespelerska